# うごけぼくのえ
『うごけぼくのえ』はNHK総合テレビの幼児向け番組『おかあさんといっしょ』のコーナー。1974年（昭和49年）4月1日から1976年（昭和51年）3月22日まで放送。作・飯沢匡、デザイン・土方重巳、音楽・小森昭宏。

## 概要
人形劇の舞台は、おねえさんの部屋に飾っている子供たちから送られてきた絵。ネズミの3匹はその絵の中に入り込む。力を合わせてフクロウの悪者に立ち向かう物語。クロマキー技術を最大限に活用。
現時点で唯一、メインキャラクターが3匹とも実在する同じ動物で友達関係の作品となっている。また、番組タイトルにキャラクターの名前が入っていないのは、歴代人形劇初になる。
放送日は前作『とんでけブッチー』に続き月曜日、放送時間は15分。
ポリ役の増山江威子は、前々作『とんちんこぼうず』の「とんねんぼう」以来の、メインキャラクターでの出演となった。
放送年数は2年と、後に11作目として放送された『モノランモノラン』と並んで非常に短く、『とんちんこぼうず』（1年半）の次に短い。
『おかあさんといっしょ』の人形劇において曜日別コーナーとして放送される形式は、歴代のカウントに含まれない『ミューミューニャーニャー』（1978年〈昭和53年〉 - 1983年〈昭和58年〉、土曜日のみ放送）を除き本作が最後となった。それと同じく、作・飯沢匡、デザイン・土方重巳、音楽・小森昭宏による人形劇も本作で最後となった。

### 番組の保存状況
NHKには放送用テープが全く現存していなかったが、出演者の浜井都（現・河村都）が録画していたテープ9回分が提供され、『ひるまえほっと』（2018年〈平成30年〉3月6日放送）で紹介され、同年11月16日には再び河村によって1年目の第1回 - 第30回の台本が提供され、既に提供されていた9本の映像のうち1年目の7本の放送日が判明した。そのため2018年当時、NHK放送史内で本作のウェブサイトが制作されたのは、同年までに放送を終了していた第12作『ポコポッテイト』までで最も遅かった。

## キャラクター
コリ（ネズミ）
声 - 野沢雅子
しっかり者の男の子。
緑色のオーバーオールを着ていて、立ち位置は中央。
ポリ（ネズミ）
声 - 増山江威子
ちゃっかり者の女の子。
頭にリボンを着けていて、赤い目が特徴の白いネズミ。立ち位置は左。
カリ（ネズミ）
声 - 肝付兼太
うっかり者の男の子。
縞模様の服を着ている、黒いネズミ。立ち位置は右。
アウル博士（フクロウ）
おかあさんといっしょの人形劇では珍しい悪役キャラである。空を飛ぶ傘を持って現れる。終盤でネズミたちにまんまとやられてしまう。
浜井都
司会のお姉さん。番組を視聴している子供たちから送られた絵を一つずつ紹介し、最後に紹介した絵を『今日の主役』（その絵が放送回の舞台）としてテレビに差し込んで物語を始める。また、子供から送られた絵の一部を取り外して更にテレビに差し込むこともある。
なお、ネズミ3匹の名前が書かれる順番については、下記の主題歌の題名は「コリカリポリのうた」だが、本作のウェブサイトなどの声優表記の順番が手前から野沢 → 増山 → 肝付の順番になっているため、そちらに合わせる。

## 主題歌
「コリカリポリのうた」
情報の少なさから、タイトル以外は作詞・作曲者、歌唱者、歌詞などは一切不明。

## スタッフ
- 企画 - NHK
- 原作 - 飯沢匡
- 音楽 - 小森昭宏
- 振付 - 中村友武
- デザイン - 土方重巳
- ナレーション - 浜井都
- 制作 - NHK